# Коми государственный педагогический институт
Коми государственный педагогический институт — высшее учебное заведение основанное 18 ноября 1931 года для подготовки педагогических кадров. Реорганизован 14 февраля 2013 года в качестве присоединения к Сыктывкарскому государственному университету.

## Основная история
18 ноября 1931 года Постановлением Совета Народных Комиссаров РСФСР в городе Сыктывкар был создан Коми государственный педагогический институт. Первым ректором института был назначен А. Ф. Богданов. В числе первых преподавателей были профессора В. И. Лыткин и А. С. Сидоров, всего семнадцать педагогов, из них один профессор, восемь доцентов, пять ассистентов и три преподавателя. В конце 1931 года был набран первый набор абитуриентов, всего было принято сто двадцать два человека, из них: на первый курс сто человек, а на второй из числа лиц переведённых в институт из других высших учебных заведений — двадцать два  человека. Открытие учебного процесса состоялось 21 февраля 1932 года, учебные планы института на тот момент составлялись на три года. Структура института состояла из трёх отделений:  химико-биологическое, физико-математическое (техническое) и  общественно-литературное, а так же входящие в эти отделения девять общеинститутских кафедры
. .
С 1934 по 1954 год в Коми государственном педагогическом институте функционировал Учительский институт (двухгодичный) по подготовке учителей неполной средней школы. С 1935 года структура института поменялась, на базе трёх отделений были созданы четыре факультета: физико-математический, естествознания, филологический (языка и литературы) и исторический. В 1936 году помимо очного было открыто и заочное отделение. В 1938 году для института был построен первый учебный корпус, а в 1965 году — второй. С 1936 по 1941 год из стен института в учебные заведения Коми АССР было выпущено около восемьсот педагогов. В 1981 году Указом Президиума Верховного Совета СССР «за достигнутые успехи в подготовке кадров» Коми государственный педагогический институт был награждён орденом «Знак Почета». 
На период с 1990 по 2014 год в составе института действовали очное и заочное отделения, восемь факультетов: географо-биологический, филологический, иностранных языков, физико-математический, педагогики и методики начального образования, технологии и предпринимательства, дополнительных педагогических профессий, дополнительного профессионального образования, семь общеинститутских  кафедр: педагогики, социологии и политологии, философии, истории и экономической теории, общей психологии, физического воспитания и иностранных языков. На заочном и дневном отделениях проходило обучение свыше трёх тысячи девятисот студентов. В 1991 году при институте был создан Коми республиканский  лицей-интернат очно-заочного обучения для одаренных детей из сельской местности, в количестве  более пятисот учащихся. С 1932 по 2014 год институтом было подготовлено около тридцати тысяч высококвалифицированных специалистов-педагогов, из них более тысячи двухсот впоследствии были удостоены почётного звания заслуженных учителей республиканского и всесоюзного (всероссийского) уровня. 
14 февраля 2013 года приказом Минобрнауки РФ в результате реорганизации Коми государственный педагогический институт был присоединён к Сыктывкарскому государственному университету. 

## Награды
- Орден «Знак Почёта» (УПВС СССР в 1981 — «за достигнутые успехи в подготовке кадров»)[1][3]

## Руководство
- Александр Филимонович Богданов (1931—1932)
- Василий Александрович Айбабин (1932—1933)
- Дмитрий Иванович Шулепов (1933—1935)
- Николай Афанасьевич Михеев (1935—1937, 1945—1948)
- Питирим Иванович Размыслов (1937—1938)
- Дан Тимофеевич Степуло (1938—1941)
- Геннадий Петрович Балин (1938, 1941)
- Константин Дмитриевич Митропольский (1941—1943)
- Андрей Григорьевич Назаркин (1943—1945)
- Александр Александрович Кокарев (1948—1953)
- Николай Васильевич Шуктомов (1953—1956)
- Петр Ефимович Куклев (1956—1958)
- Николай Прокопьевич Безносиков (1961—1972)
- Василий Николаевич Ахмеев (1972—2003)
- Валерьян Николаевич Исаков (2003—2011)
- Михаил Дмитриевич Китайгородский (2011—2014)[1]

## Известные преподаватели и выпускники
- Лыткин, Василий Ильич — доктор филологических наук, академик Финской АН. Лауреат Государственной премии Коми АССР им. Куратова, заслуженный деятель науки и техники РСФСР и Коми АССР.
- Фролов, Николай Адрианович — профессор
- Степанов, Павел Дмитриевич — археолог, этнограф, историк, доктор исторических наук, профессор
- Гальперин, Владимир Абрамович — литературовед и профессор литературы
- Сидоров, Алексей Семёнович — доктор филологических наук, лингвист и этнограф, специалист по языку и культуре коми, один из родоначальников коми научной этнографической школы
- Юхнин, Василий Васильевич — советский коми писатель-романист
- Матвеев, Александр Михайлович — советский коми писатель и журналист.
- Елькина, Анна Михайловна — председатель Президиума Верховного Совета Коми АССР
- Балуев, Вениамин Георгиевич — генерал-лейтенант, председатель КГБ Белорусской ССР
- Пылаева, Марина Леонидовна — заслуженный мастер спорта России, серебряный призёр чемпионата мира и бронзовый призёр чемпионата Европы
- Торлопов, Владимир Александрович — председатель Государственного совета Республики Коми, глава Республики Коми, член Совета Федерации
- Игушев, Евгений Александрович — доктор филологических наук, профессор
- Забоева, Ия Васильевна — доктор сельскохозяйственных наук, директор и  главный научный сотрудник Института биологии Коми научного центра Уральского отделения РАН
- Савастьянова, Ольга Викторовна — депутат Государственной думы VII созыва,  председатель комитета Госдумы по контролю и регламенту,  уполномоченный по правам человека в Коми
- Естафьев, Алексей Александрович — доктор биологических наук, ведущий научный сотрудник Института биологии Коми Научного центра УрО РАН
- Суворов, Александр Васильевич — поэт
- Тимин, Владимир Васильевич — народный поэт Республики Коми, заслуженный работник культуры Российской Федерации